# フール (アルバム)
『フール』（Fool）は、2019年にリリースされたジョー・ジャクソンの20枚目のスタジオ・アルバム。日本盤の発売元はワードレコーズ。

## 概要
『フール』は2018年夏のツアー終わりにスタジオ入りして録音が行われた、デビュー40年目を飾るアニヴァーサリーアルバムでもある。日本初回盤には前作『ファスト・フォワード』（日本未発売）収録曲などを収録したボーナスディスクが付属する。

## 収録曲
| #  | タイトル                             | 作詞 | 作曲・編曲 | 時間 |
| -- | ------------------------------------ | ---- | ---------- | ---- |
| 1. | 「ビック・ブラック・クラウド」       |      |            | 6:01 |
| 2. | 「ファビュラスリー・アブソリュート」 |      |            | 4:14 |
| 3. | 「デイヴ」                           |      |            | 5:03 |
| 4. | 「ストレンジ・ランド」               |      |            | 5:41 |
| 5. | 「フレンド・ベター」                 |      |            | 4:51 |
| 6. | 「フール」                           |      |            | 4:59 |
| 7. | 「32キッセス」                       |      |            | 4:28 |
| 8. | 「アルケミー」                       |      |            | 6:33 |

| #  | タイトル                                 | 作詞 | 作曲・編曲 |
| -- | ---------------------------------------- | ---- | ---------- |
| 1. | 「ファスト・フォワード」                 |      |            |
| 2. | 「イフ・イット・ワズント・フォー・ユー」 |      |            |
| 3. | 「キングス・オブ・ザ・シティ」           |      |            |
| 4. | 「ア・リトル・スマイル」                 |      |            |
| 5. | 「ザ・ブルー・タイム」                   |      |            |
| 6. | 「オード・トゥ・ジョイ」                 |      |            |
| 7. | 「ナイト・バイ・ナイト」                 |      |            |
| 8. | 「ピーター・ガン」                       |      |            |